# 迷宫探索
迷宫探索（英語：dungeon crawl）是一种奇幻角色扮演游戏剧本类型，勇士通过迷宫环境，和各种怪物战斗，洗劫所发现的任何宝箱。朴素的迷宫探索让游戏主持人比复杂冒险管理更容易管理，而“砍杀”风格的游戏更获得专注于动作和战斗的玩家之青睐。因迷宫探索缺乏有意义剧情或逻辑一致，该术语逐渐带有贬义。例如模仿游戏《Munchkin》是关于“的地牢经验的精髓……杀死怪物，偷宝物，刺向你的好友。”
第一个电脑迷宫探索游戏是《pedit5》，由Rusty Rutherford于1975年在美国伊利诺斯州厄巴纳的柏拉图系统上开发。尽管游戏很快从系统中删除，但后来出现了一些类似的游戏，如《dnd》和《Moria》。
Roguelike中的“迷宫探索”和RPG在故事和角色交互上有所区别，但术语还用来描述任何包含大量迷宫探索的游戏（包括魔域、薩爾達和桌上RPG）。最近术语开始表示第一人称RPG，特别是对齐到网状系统可以映射到方格纸上的。

## 脚注
1. ↑  .   [2013-12-26]. （原始内容存档于2014-04-21）.